# Doggerel
Doggerel è l'ottavo album in studio del gruppo musicale statunitense Pixies, pubblicato nel 2022.

## Tracce
Testi e musiche di Black Francis, eccetto dove indicato.
1. Nomatterday – 4:10
2. Vault of Heaven – 4:00
3. Dregs of the Wine – 3:30 (Francis, Joey Santiago)
4. Haunted House – 3:30
5. Get Simulated – 3:18
6. The Lord Has Come Back Today – 2:40
7. Thunder and Lightning – 3:20
8. There's a Moon On – 2:50
9. Pagan Man – 3:00 (Francis, Santiago)
10. Who's More Sorry Now? – 3:14
11. You're Such a Sadducee – 3:54
12. Doggerel – 4:38

## Formazione
- Black Francis – voce, chitarra
- Paz Lenchantin – basso, tastiera, cori
- David Lovering – batteria
- Joey Santiago – chitarra

## Classifiche
| Classifica (2022) | Posizione raggiunta |
| ----------------- | ------------------- |
| Regno Unito       | 13                  |